# Higuera de las Dueñas
Higuera de las Dueñas – gmina w Hiszpanii, w prowincji Ávila, w Kastylii i León, o powierzchni 35,02 km². W 2011 roku gmina liczyła 336 mieszkańców.